# محوطه تری دشت
محوطه تری دشت در شهرستان خرم‌آباد، بخش پاپی، دهستان کشور، روستای خلکونه یک واقع شده و این اثر در تاریخ ۲۸ اسفند ۱۳۸۵ با شمارهٔ ثبت ۱۸۶۱۰ به‌عنوان یکی از آثار ملی ایران به ثبت رسیده است.